# Refuge d'oiseaux migrateurs de Saint-Omer
Pour l’article homonyme, voir Saint-Omer.
Le refuge d'oiseaux migrateurs de Saint-Omer est une aire protégée du Canada et l'un des 28 refuges d'oiseaux migrateurs de la province de Québec. Ce refuge protège un site de nidification important pour les goélands et les sternes.

## Géographie
Le refuge est situé à Carleton-sur-Mer près du village de Saint-Omer, dans la municipalité régionale de comté d'Avignon et la région administrative de la Gaspésie–Îles-de-la-Madeleine. Il a une superficie marine de 58 ha et une superficie terrestre de 7 ha pour une superficie totale de 65 ha.